# Brittany Brown
Brittany Brown (Fontana, 18 de abril de 1995) es una deportista estadounidense que compite en atletismo, especialista en las carreras de velocidad.
Participó en los Juegos Olímpicos de París 2024, obteniendo una medalla de bronce en la prueba de 200 m. Ganó una medalla de plata en el Campeonato Mundial de Atletismo de 2019, en la misma prueba.

## Palmarés internacional
| Juegos Olímpicos   | Juegos Olímpicos | Juegos Olímpicos  | Juegos Olímpicos |
| Año                | Lugar            | Medalla           | Prueba           |
| ------------------ | ---------------- | ----------------- | ---------------- |
| 2024               | París (Francia)  | Medalla de bronce | 200 m            |
| Campeonato Mundial |                  |                   |                  |
| Año                | Lugar            | Medalla           | Prueba           |
| 2019               | Doha (Catar)     | Medalla de plata  | 200 m            |